# تحلل الدهن

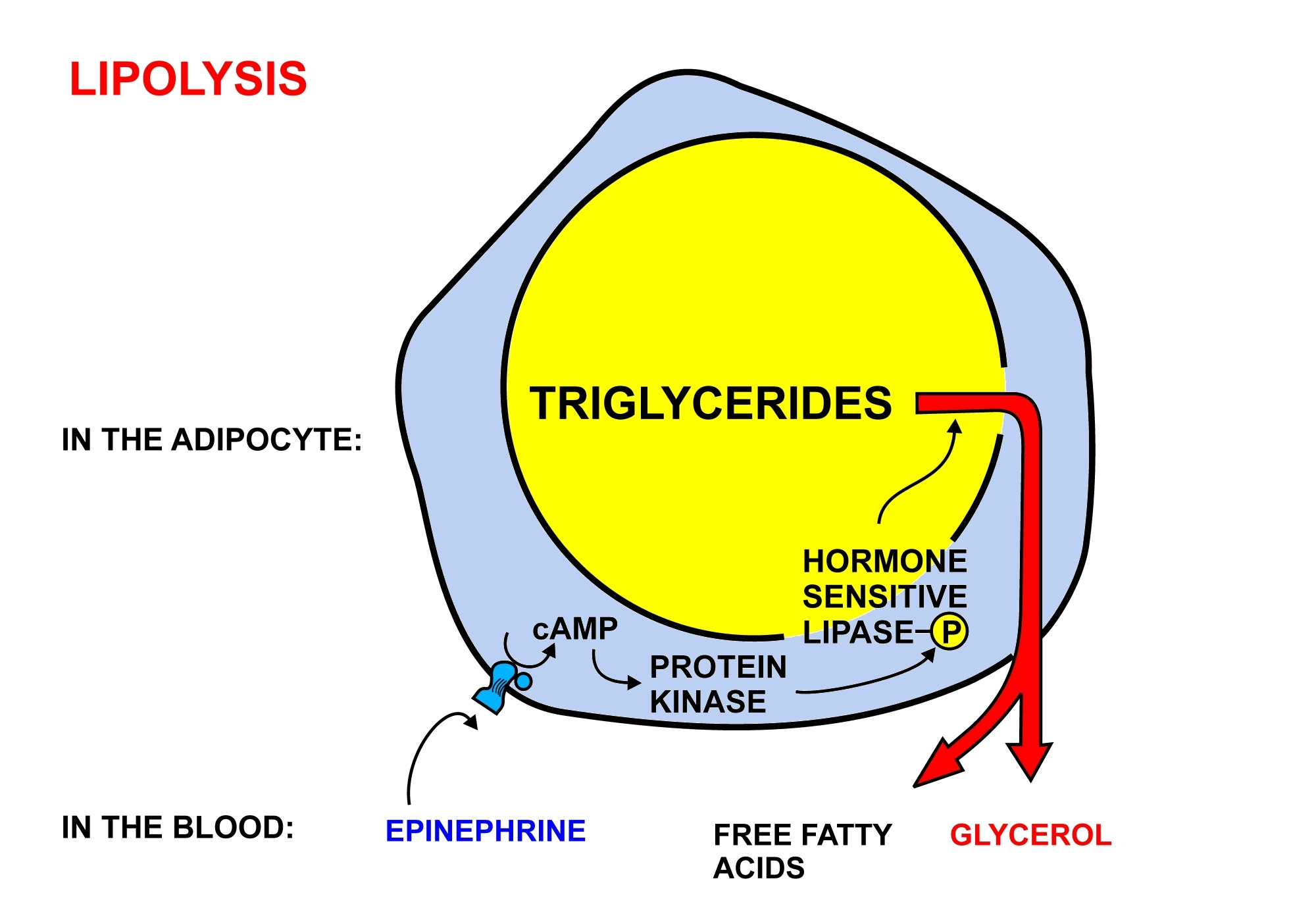

تحلل الدهن أو تحلل الشحم أو تحلل الليبيدات هو عملية حيوية يتم فيها تقويض (أو هدم أو تكسير) الدهون (الليبيدات) في الجسم وذلك يتضمن عملية حلمهة لمركبات الغليسيريدات الثلاثية إلى غليسرول والأحماض الدهنية الحرة.

## الآلية
هناك مجموعة من الهرمونات داخل جسم الإنسان التي تقوم بتحفيز تحلل الدهن مثل أدرينالين ونورإبينفرين وغريلين وتستوستيرون وكورتيزول بالإضافة إلى هرمون النمو. تعمل هذه  الهرمونات على إطلاق المستقبلات المقترنة بالبروتين ج، والتي بدورها تفعّل محلقة الأدينيليل Adenylyl cyclase. يؤدي ذلك إلى ازدياد في إنتاج حلقي أحادي فوسفات الأدينوسين Cyclic adenosine monophosphate (cAMP)، والذي يفعّل بدوره بروتين كيناز ألفا، والذي يقوم بتفعيل إنزيم ليباز الموجود في الأنسجة الدهنية.
يتم تحفيز رد الفعل هذا من قبل الإنزيمات يسمى الليباز، والتي توجد في الأنسجة المختلفة مثل البنكرياس والأمعاء والأنسجة الدهنية. يتم تحفيز من قبل الهرمونات مثل الأدرينالين، النورأدرينالين، هرمون جريلين، هرمون النمو، هرمون التستوستيرون والكورتيزول. انهم تنشيط مستقبلات بالإضافة إلى البروتينات G، والتي تحفز الإنتاج من المخيم من قبل محلقة محلقة، المخيم هو رسول الثاني الذي بدوره ينشط بروتين كيناز A، الذي ينشط في النهاية يباسيس الأنسجة الدهنية . على العكس من ذلك، البروستاجلاندين، حمض النيكوتينيك وحاصرات بيتا تميل لمنع تحلل الدهون. ==
يتم تزويد الدهون من الدم إلى الأنسجة المناسبة - الدهون والعضلات، الخ - بواسطة البروتينات الدهنية مثل VLDL، البروتين الدهني أو منخفضة جدا كثافة. الدهون الثلاثية الحالية على VLDL تخضع تحلل الدهون بواسطة يباسيس تستهدف الأنسجة، والإفراج عن الأحماض الدهنية والجليسرول. الأحماض الدهنية صدر في الدم ثم يمكن استخدامها مباشرة من قبل الخلايا. أولئك الذين لا تستهلك يمكن ربط الزلال من أجل نقلها إلى الخلايا المجاورة التي قد تحتاج إلى المزيد من الطاقة. الزلال في الدم هو الناقل الرئيسي من الأحماض الدهنية في الدم. ويتم الجلسرين عن طريق الدم إلى الكبد أو الكلى، حيث يتم تحويلها إلى الجلسرين 3-الفوسفات التي كتبها كيناز الجلسرين. في الكبد، يتم تحويل الجلسرين 3-فوسفات أساسا الفوسفات ثنائي هيدروكسي أسيتون (DHAP) ثم غليسيرألدهيد 3-فوسفات قبل أن ينضم إلى تحلل أو استحداث السكر.